# Kościół św. Marcina w Ochodzach
Kościół św. Marcina  – zabytkowa, drewniana, rzymskokatolicka świątynia Parafii św. Marcina w Ochodzach, pochodząca z XVIII wieku. Do 1941 stał w Komprachcicach, w miejscu obecnego kościoła parafialnego pw. św. Franciszka. Kościół należy do parafii św. Marcina w Ochodzach w dekanacie Prószków, w diecezji opolskiej. Dnia 5 czerwca 1954 roku, pod numerem 108/54, świątynia została wpisana do rejestru zabytków województwa opolskiego.

## Historia i architektura

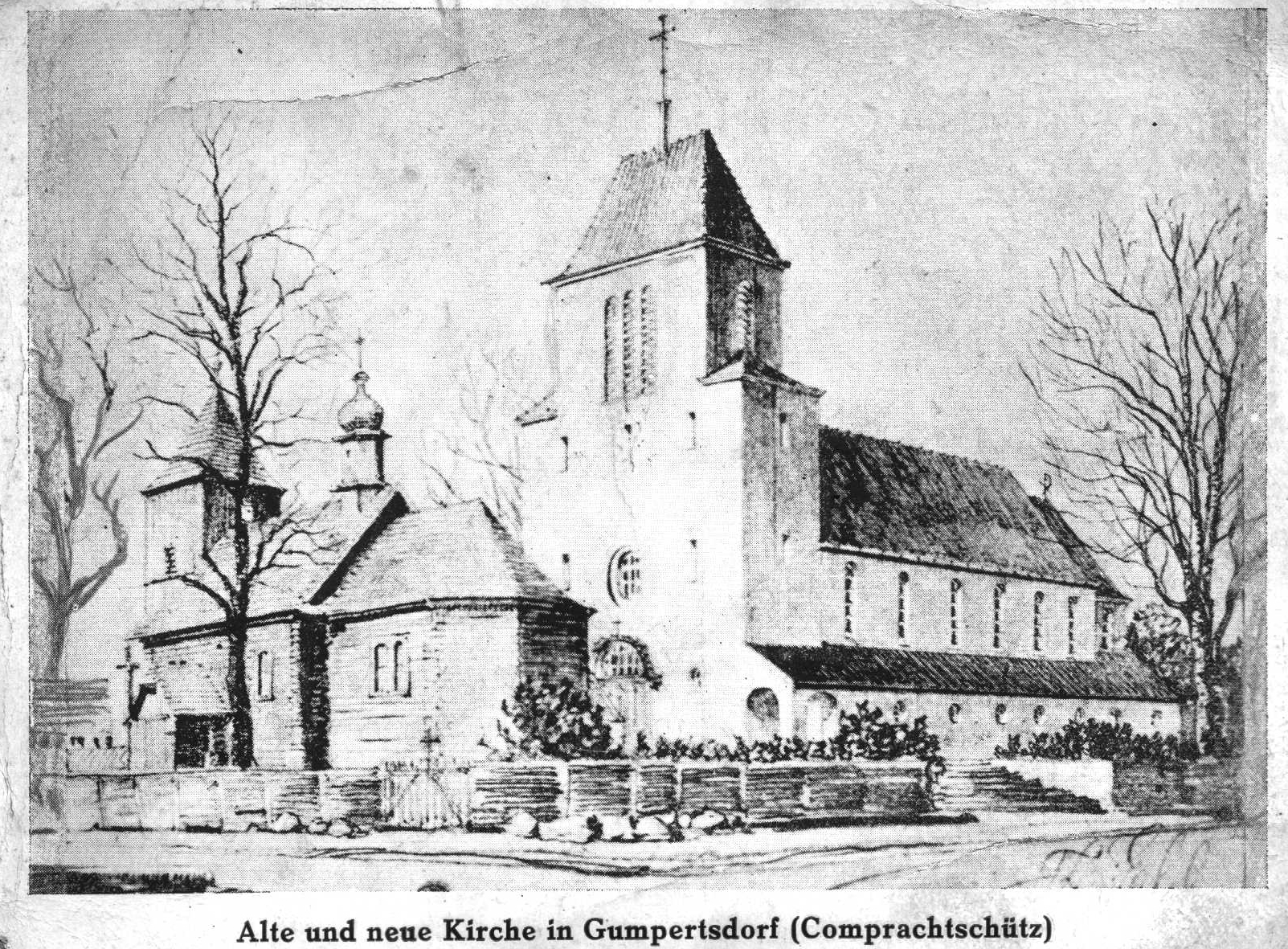
Kościół wraz z nowym kościołem w Komprachcicach - pocztówka z lat 30. XX wieku

Kościół wybudowano w 1702 w Komprachcicach, zastępując starszy, również drewniany kościół, dzięki inicjatywie Tomasza Kalety, miejscowego proboszcza. Ma konstrukcję zrębową, z wieżą budowaną na słup. Wnętrze składa się z prostokątnej nawy z dobudowaną kruchtą (pierwotnie od południa, obecnie kościół nie jest orientowany, a zwrócony ku południowemu zachodowi), z zamkniętym trójbocznie prezbiterium, do którego przylega zakrystia (pierwotnie od północy). Chór muzyczny podtrzymują dwa filary. Wnętrze nakryte jest płaskimi stropami. Od zewnątrz ściany obite są gontem, podobnie jak dwuspadowe dachy. Nad nawą znajduje się wieżyczka z sygnaturką, zwieńczona cebulastym hełmem. Po przeniesieniu do Ochódz, kościół został posadowiony na podmurówce.
W latach 60. XX wieku wybudowano pięciogłosowe organy piszczałkowe.  W 1999 przeprowadzono generalny remont.

## Wyposażenie

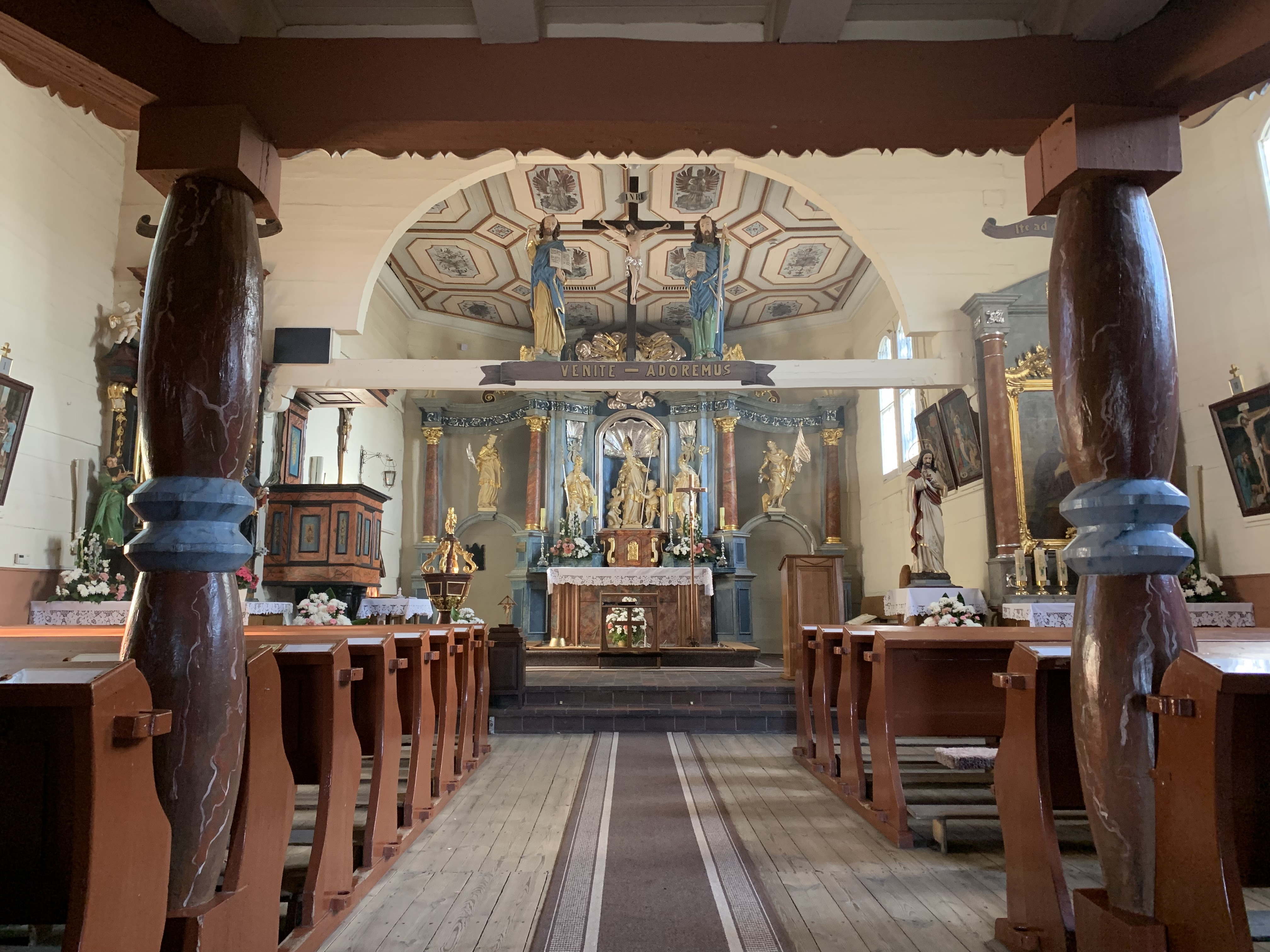
Wnętrze kościoła

Na wyposażenie kościoła składa się wiele cennych obiektów. Na belce tęczowej znajduje się krucyfiks z XVI wieku, pomiędzy rzeźbami świętych Piotra i Pawła z XVII wieku (być obiekty te wchodziły w skład wyposażenia poprzedniego kościoła). Główny ołtarz jest barokowy i powstał równolegle ze wzniesieniem obecnej budowli. W części środkowej umieszczono rzeźbę patrona kościoła - św. Marcina, a po bokach świętych Grzegorza i Mikołaja. Na arkadach bocznych bramek znajdują się rzeźby Jana Nepomucena oraz świętego Floriana. Z tego samego okresu pochodzi ambona i chrzcielnica oraz ołtarz boczny św. Józefa; ołtarz Matki Boskiej Nieustającej Pomocy pochodzi z połowy XVIII wieku. W zakrystii znajduje się też barokowa szafka na oleje.
Na wyposażeniu kościoła były też stacji drogi krzyżowej z XVIII wieku oraz rzeźba Chrystusa Zmartwychwstałego, obecnie znajdują się w Muzeum Diecezjalnym w Opolu. W przeszłości w kościele znajdował się także obraz wotywny z 1680, przedstawiający panoramę Opola. W kruchcie pod wieżą wisi obraz z okresu przeniesienia kościoła z Komprachcic, ze św. Marcinem ofiarującym płaszcz biedakowi, i panoramą Ochódz od południa. Pod nim znajduje się kartusz z tekstem: Na większą chwałę Bożą, | najświętszej Maryi Panny i swiętego Marcina Biskupa Patrona, zbudowany jest ten Kościół roku Pańskiego 1702 | dołożeniem się wielebnego pana Thomasza Kalyty III Faraża tuteyszego, urodzónego w Gorzowie na Śląsku. | Poświęcany jest 29 Moja roku Pańskiego 1703 przez przewielebnego Jego mość Pana Jerzego Stiblowski | de Kowalewic, Dziekana Oppolskiego i commisarza Biskupskiego. Ołtarz odnowiony 1850. Obiektem związanym z tą świątynią, który pozostał w nowym kościele w Komprachcicach, jest obraz św. Tekli z XVIII wieku.